# Isla Monte Amarillo
Isla Monte Amarillo är en ö i Mexiko. Den ligger i bukten Bahía La Guadalupana och tillhör kommunen Culiacán i delstaten Sinaloa, i den västra delen av landet.